# Widma
Widma – pomnik francuskich ofiar drugiej bitwy nad Marną (1918) wykonany w latach 1927-1935 przez Paula Landowskiego. 

## Historia pomnika
Landowski osobiście walczył w I wojnie światowej, która była dla niego wstrząsającym doświadczeniem. Już w 1916 nosił się z zamiarem wykonania w przyszłości monumentalnego pomnika upamiętniającego los żołnierzy; zamiar ten opatrzył w swoim dzienniku komentarzem "Ja ich wskrzeszę". Swój projekt przedstawił w 1919 w konkursie państwowym, następnie w 1923 wykonał odlew z gipsu. Dopiero jednak w 1927 ustalone zostało miejsce na realizację projektu, którym zostało wzgórze Chalmont w pobliżu miejscowości Oulchy-le-Château, położone ponad poziomem pól drugiej bitwy nad Marną. 
27 lutego 1935 prezydent Francji Albert Lebrun odsłonił monument, który natychmiast został uznany za objęty państwową ochroną pomnik historyczny.

## Architektura
Pomnik składa się z dwóch rzeźb: grupy siedmiu żołnierzy-widm oraz figury zwycięskiej Francji. Oddziela je od siebie odległość kilkuset metrów, podzielona na cztery wyraźne odcinki symbolizujące cztery lata wojny. 
Żołnierze, przedstawiciele różnych formacji wojskowych, mają zamknięte oczy i poważne twarze, w zamyśle autora zostali ukazani w momencie wstawania z grobów. Jedyną nieuzbrojoną postacią w grupie jest nagi młodzieniec, którego otaczają żołnierze. Symbolizuje on bezbronną w obliczu wojny ludność cywilną. Z kolei Francja została ukazana jako młoda kobieta zasłaniająca się tarczą z napisem Wolność, Równość, Braterstwo. Nie posiada ona żadnej broni zaczepnej, co symbolizuje obronę przez żołnierzy francuskich ogólnoludzkich wartości i niewystępowanie w roli agresora. 
Obydwie rzeźby mają wysokość ośmiu metrów, przy czym wizerunki żołnierzy wznoszą się na podwyższeniu w formie schodów. 